# Conseslus Kipruto
Conseslus Kipruto (Eldoret, 8 de diciembre de 1994) es un deportista keniano que compite en atletismo, especialista en las carreras de 3000 m obstáculos y campo a través.
Participó en los Juegos Olímpicos de Río de Janeiro 2016, obteniendo una medalla de oro en la prueba de 3000 m obstáculos.
Ganó cinco medallas en el Campeonato Mundial de Atletismo entre los años 2013 y 2022.
En la modalidad de campo a través, obtuvo una medalla de bronce en el Campeonato Mundial de Campo a Través de 2019, en la prueba de equipo mixto.

## Palmarés internacional
| Juegos Olímpicos   | Juegos Olímpicos        | Juegos Olímpicos  | Juegos Olímpicos  |
| Año                | Lugar                   | Medalla           | Prueba            |
| ------------------ | ----------------------- | ----------------- | ----------------- |
| 2016               | Río de Janeiro (Brasil) | Medalla de oro    | 3000 m obstáculos |
| Campeonato Mundial |                         |                   |                   |
| Año                | Lugar                   | Medalla           | Prueba            |
| 2013               | Moscú (Rusia)           | Medalla de plata  | 3000 m obstáculos |
| 2015               | Pekín (China)           | Medalla de plata  | 3000 m obstáculos |
| 2017               | Londres (Reino Unido)   | Medalla de oro    | 3000 m obstáculos |
| 2019               | Doha (Catar)            | Medalla de oro    | 3000 m obstáculos |
| 2022               | Eugene (Estados Unidos) | Medalla de bronce | 3000 m obstáculos |

| Campeonato Mundial | Campeonato Mundial | Campeonato Mundial | Campeonato Mundial |
| Año                | Lugar              | Medalla            | Prueba             |
| ------------------ | ------------------ | ------------------ | ------------------ |
| 2019               | Aarhus (Dinamarca) | Medalla de bronce  | Equipo mixto       |